# Network Equipment Building System
NEBS (Network Equipment-Building System) ist ein US-amerikanischer Industriestandard, der die Zulassung von Telekommunikationsgeräten und deren Peripherien in die Telefon-, Daten- und Mobilfunknetze der RBOCs (Regional Bell Operating Companies) bestimmt. Der Umfang von NEBS beinhaltet EMV- und Umwelttests, sowie Sicherheitsprüfungen, und wird zum großen Teil von den Teststandards der Telcordia GR-63-CORE und GR-1089-CORE bestimmt. Obwohl NEBS nicht die gesetzliche Anforderung der US-Behörden ist, wird es dennoch als scharfer Industriestandard der TCG (Telecom Carriers Group), die die Telekommunikationsfirmen Verizon, AT&T und Qwest beinhaltet, gefordert.

## NEBS Testlabors
Die NEBS-Prüfungen müssen von Testlabors durchgeführt werden, die entweder in den USA als NRTL (Nationally Recognised Test Laboratory) zugelassen sind, oder außerhalb der USA von einer öffentlichen Akkreditierungsbehörde mit ISO/IEC 17025 zertifiziert sind. Verizon ist in diesem Zusammenhang das strengste Mitglied der TCG und insistiert zusätzlich auf eine ITL (Independent Test Laboratory) Auszeichnung. Es gibt 11 Prüflabors in den USA und ein Prüflabor in Europa (NTS Europe GmbH in München, Deutschland), die unter dem Verizon ITL NEBS-Programm zugelassen sind. Eine umfangreiche Liste der von Verizon akzeptierten Prüflabors findet man in den Weblinks.